# Edimburgo

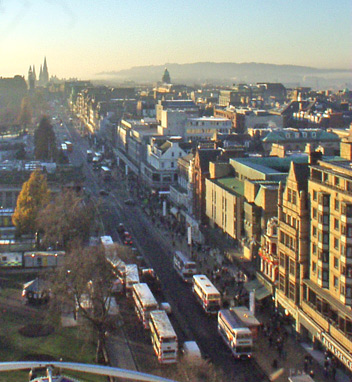
Vista da Princes Street, em Edimburgo.

Edimburgo (em inglês: Edinburgh; em gaélico escocês: Dùn Èideann) é uma cidade no Reino Unido e capital da Escócia, situada na margem sul do estuário do rio Forth (Firth of Forth). É sede do parlamento escocês desde 1999. Segundo o census do ano 2011, a cidade conta com 495 360 habitantes, sendo a segunda cidade mais populosa da Escócia, depois de Glasgow, e a sétima cidade mais populosa do Reino Unido. Edimburgo é também a segunda cidade mais visitada de toda Grã-Bretanha, superada apenas por Londres.
Desde 1996, Edimburgo é também uma das 32 áreas de conselho da Escócia, subdivisão administrativa de primeiro nível, tipo de subdivisão que substituiu os distritos e regiões que existiam desde 1975.
A cidade é dominada pelo Castelo de Edimburgo construído sobre uma rocha de origem vulcânica. Após a unificação do parlamento da Escócia com o da Inglaterra, Edimburgo perdeu sua importância política mas permaneceu um importante centro económico e cultural. A cidade é mundialmente conhecida pelo Festival de Edimburgo que acontece durante três semanas no mês de agosto. A cidade ainda possui uma das mais prestigiadas universidades da Europa e do mundo, a Universidade de Edimburgo, pioneira na informática e gerenciamentos.

## O nome da cidade

Localização da cidade de Edimburgo na Escócia.

### A origem do nome

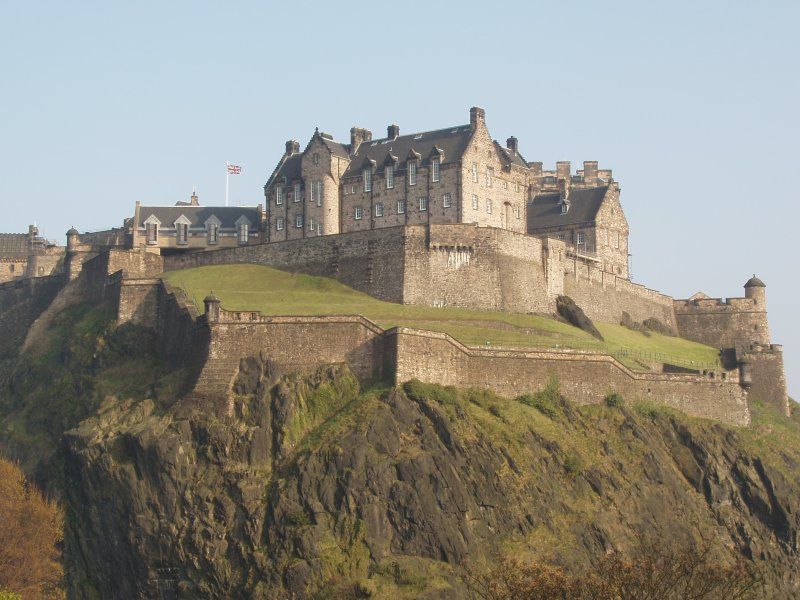
O Castelo de Edimburgo

A origem do nome da cidade provavelmente vem da palavra Din Eidyn (Forte de Eidyn) dos tempos em que unicamente era um forte Gododdino (povo britânico).
No século I os romanos documentaram que os Votadino eram uma tribo britânica local, e no século XII o antigo poema Y Gododdin menciona uns guerreiros celebrando no "grande salão de Eidin".
Depois de ser atacada e conquistada pelos bernicianos anglo-saxões o nome foi mudado para Edin-burh, o qual se crê que deriva do inglês antigo e que significa "Forte de Edwin", possivelmente referindo-se ao rei do século VII, Eduíno da Nortúmbria. Entretanto, como o nome é anterior ao rei Eduíno, é muito improvável que ele seja certo. O elemento burgo é muito comum entre os nomes das cidades escocesas e em todas as línguas germânicas, e denomina a uma classe de cidade caracterizada por crescer ao redor de uma estrutura central fortificada, como um forte ou castelo.

### Outros nomes
Conhecida também com "a Atenas do Norte" pelo fato de a cidade ter sido um dos principais centros intelectuais no Iluminismo e Revolução Industrial. Além disso, as duas cidades são topograficamente parecidas e na cidade encontra-se o Monumento Nacional sob Calton Hill que lembra a acrópole de Atenas. Alguns escoceses a chamam informalmente de "Embro" ou "Embra". Em veneto o nome da cidade é Ebora. Edimburgo foi também chamada popularmente de Auld Reekie ("velha fedorenta") em razão de suas muitas chaminés, principalmente antes da invenção dos aquecedores elétricos.

### Centro
O histórico centro de Edimburgo é dividido em duas grandes áreas verdes pelos Princes Street Gardens. Ao sul se encontra a cidade velha ("Old Town") e o Castelo de Edimburgo sentado em extinto vulcão, o Castle Rock.  Ao norte do jardim, se encontra a nova cidade ("New Town") e a Princes Street (Rua dos Príncipes).  Ao oeste do castelo, se encontra o bairro financeiro da cidade. Os jardins foram feitos em 1816 onde se encotrava o pantano Nor' Loch.

### Old Town

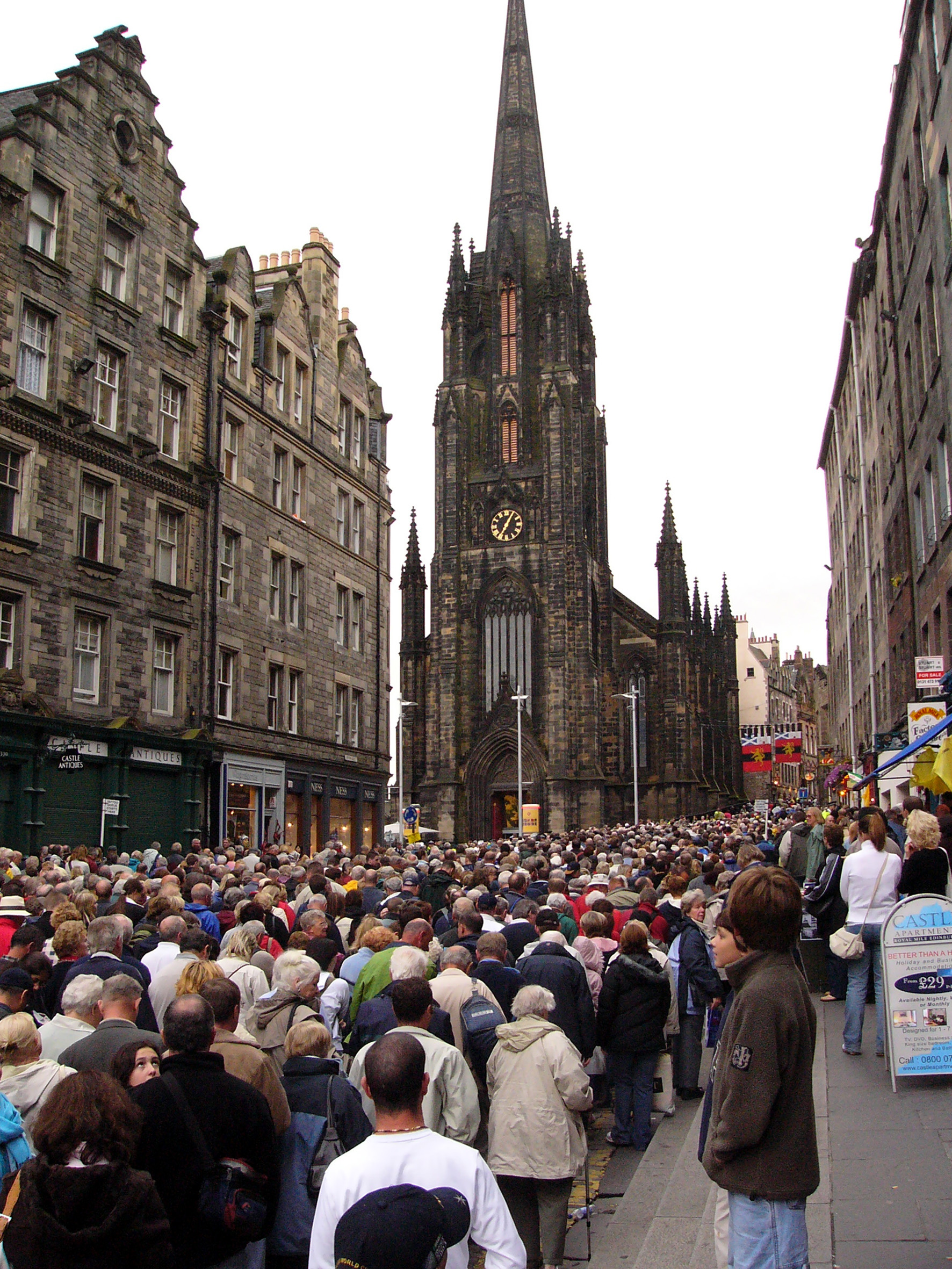
Royal Mile em Old Town

A cidade velha de Edimburgo preserva sua fisionomia medieval. Encontra-se nesta parte da cidade, o Castelo de Edimburgo, a Catedral St. Gilles, o Museu Real da Escócia, o Palácio de Holyrood e Universidade de Edimburgo e a Royal Mile (ou Milha Real), nome que se dá a uma sucessão de ruas que forma a artéria principal da cidade velha.
Old Town tem preservado sua estrutura medieval e muito de seus edifícios da Reforma Protestante. Um extremo esta fechado pelo castelo e pela artéria principal de pequenas ruas chamadas closes ou wynds. Encontram-se grandes praças que marcam lugares de importância como a Catedral Saint-Giles. Outros notáveis lugares de interesses são, o Museu Real da Escócia, Surgeons' Hall, a Universidade de Edimburgo, e numerosas ruas subterrâneas, que são relíquias de antigas classes de construção. O plano urbano, típico de muitas cidades da Europa do Norte, é especialmente pitoresco em Edimburgo, onde o Castelo de Edimburgo se sobressai desde a colina rochosa e restos de um vulcão, e donde a rua principal desliza até em baixo lado a lado com a colina.

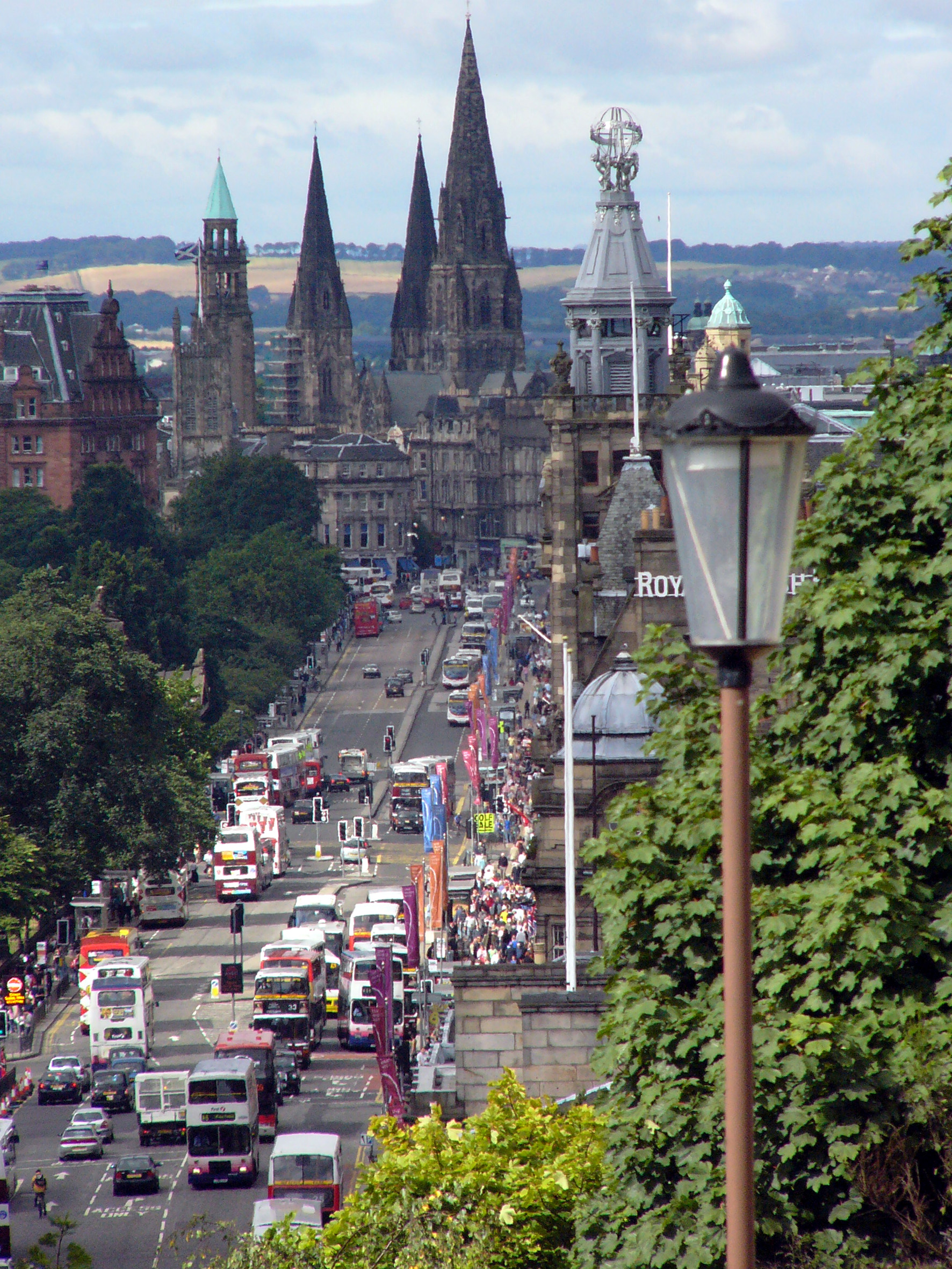
Princes Street

Durante o século XIII a população de Old Town tinha aproximadamente 80 000 residentes. Entretanto foi caindo com o tempo chegando a atingir 4 000 habitantes, hoje em dia tem aproximadamente 20 000 habitantes em várias partes de Old Town. A população começou a construir edifícios fora da muralha defensiva do castelo, a necessidade por residências cresceu muito e tragicamente, muitos destes edifícios foram destruídos pelo Grande Incêndio de 1824; a reconstrução destas fundações originais levou a mudanças do nível do terreno, o que levou a criação de várias passagens e ruas abaixo de Old Town.
Em 7 de Dezembro, de 2002, outro grande incêndio tomou lugar em Old Town consumindo parte de Cowgate. Também destruiu o famoso clube de comédia, The Gilded Balloon, e bastante do Departamento de Informática da Universidade de Edimburgo, incluindo a biblioteca de Inteligência Artificial.

### New Town
Em 1766, o arquitecto James Craig venceu o concurso para a expansão da cidade de Edimburgo para a zona junto ao North Loch, que passou a ser conhecida como New Town. Os nomes das ruas (George Street, Hanover Street, St.Georges Square) não deixavam dúvidas que James, como muitos whigs (partido liberal) presbiterianos escoceses, era favorável à união Escócia-Inglaterra (ver Tratado de União de 1707). New Town tornou-se o lar de comerciantes, banqueiros, profissionais liberais, professores da Universidade, etc.

## Geografia

### Relevo
Edimburgo está assentada sobre uma região acidentada, com picos famosos, como aquele onde fica o Castelo de Edimburgo, Arthur's Seat e o Calton Hill.

### Clima

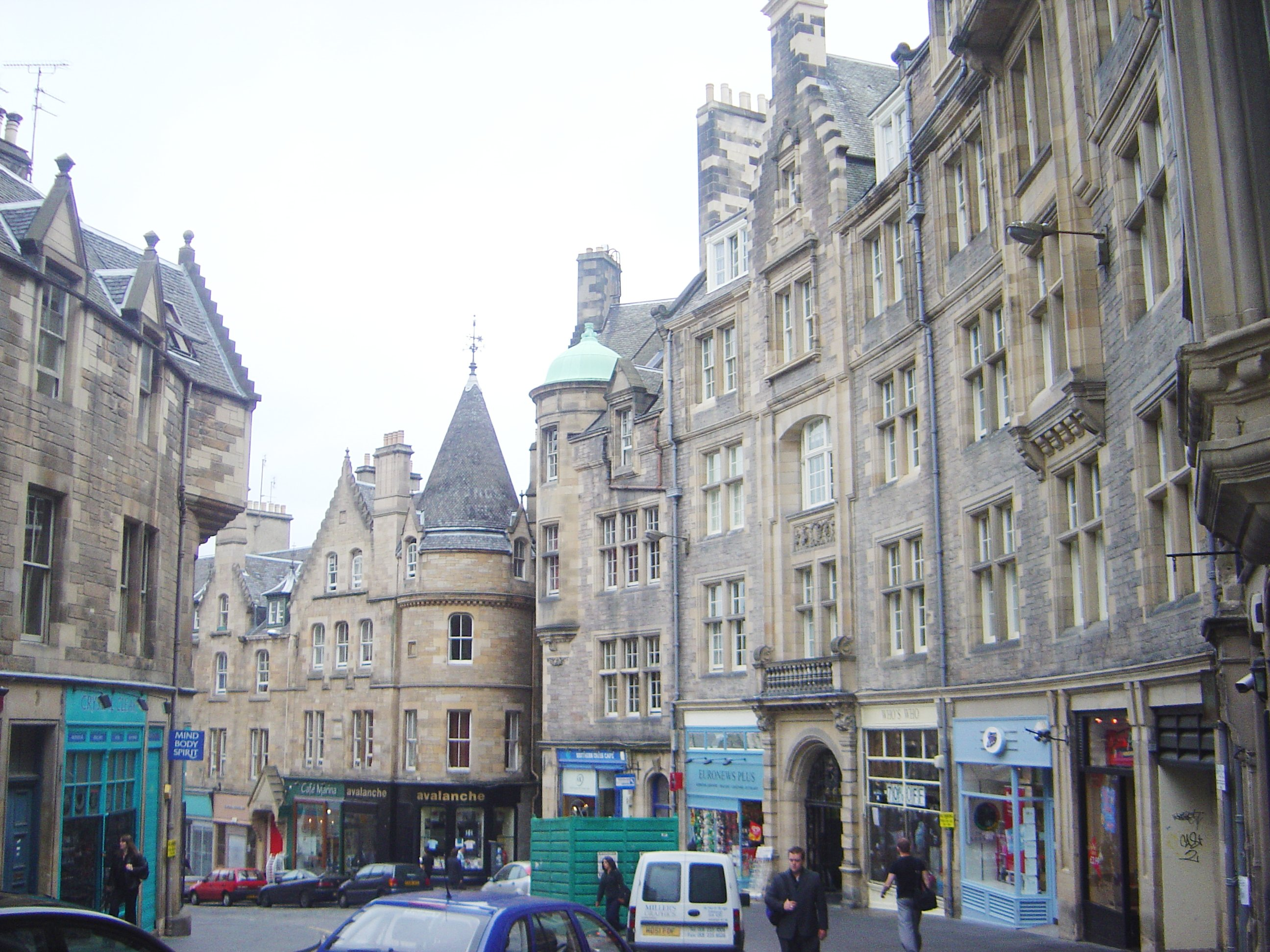
A cidade velha de Edimburgo

Devido a uma localização próxima em relação ao Pólo Norte, Edimburgo é uma cidade fria. No inverno, a temperatura não passa de 6 °C e pode atingir com frequência os 0 °C, principalmente em Janeiro e Fevereiro, os meses mais frios do ano. No verão a temperatura é morna ao dia e fria à noite, dificilmente supera os 20 °C, mas não caem para baixo de 10 °C. A temperatura média anual da cidade é 8,3 °C
Não há um período seco e um período chuvoso, chove aproximadamente a mesma quantidade em todos os meses. A diferença da quantidade de mm de chuva no mês mais seco (Abril, 41 mm) em relação ao mês mais chuvoso (Setembro, 66 mm) é pequena. No total chove cerca de 669 mm e 55,75 mm por mês.

### População
- 1760 - 50 000
- 1800 - 100 000
- 2001 - 448 624
- 2004 - 453 670
- 2022 - 506 520
- 2024 - 559 000

## Economia

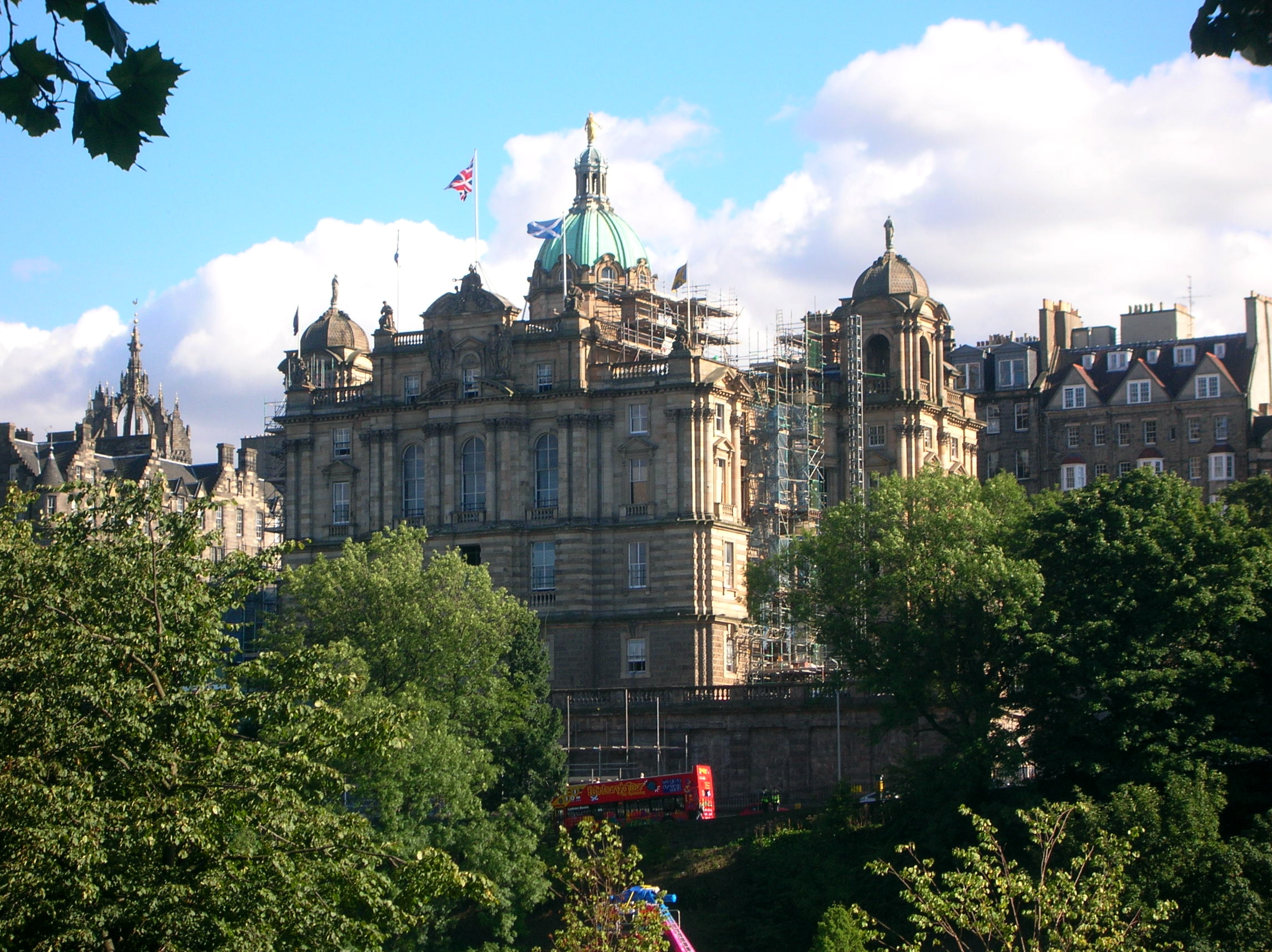
O Banco da Escócia

Edimburgo é uma das cidades mais prósperas do Reino Unido. Desde 1999 e a implantação do parlamento escocês, a cidade possui uma boa situação económica graças aos efeitos desta descentralização. A taxa de desemprego são as mais baixas do Reino Unido (por volta de 2,4%) e a taxa de criação de empregos são as mais altas.
A economia de Edimburgo é largamente baseada no setor de serviços, principalmente de turismo, serviços financeiros, da educação e da pesquisa tecnológica. O banco da Escócia foi fundado em  1695 por um acto do parlamento. O Banco Real da Escócia foi fundado em 1747.
Edimburgo possui uma importante e tradicional cervejaria, a Caledonian Brewery.  Porém o setor de turismo segue sendo o principal sustento da cidade, sendo o principal destino turístico da Escócia.

## Governo e política
Edimburgo é a sede do governo nacional da Escócia e local. A legislatura unicameral da Escócia, o Parlamento de Escócia, esta localizado na área de Holyrood. Vários edifícios de importância do governo se encontram dentro da cidade, o governo eleito da Escócia, a área executiva do país, tem oficinas em Calton Hill e em Leith. Bute House localizada em Charlotte Square é a residência oficial do Primeiro Ministro da Escócia. A cidade de Edimburgo é administrada por três níveis de governo, a prefeitura, o Parlamento Escocês e o Parlamento do Reino Unido.

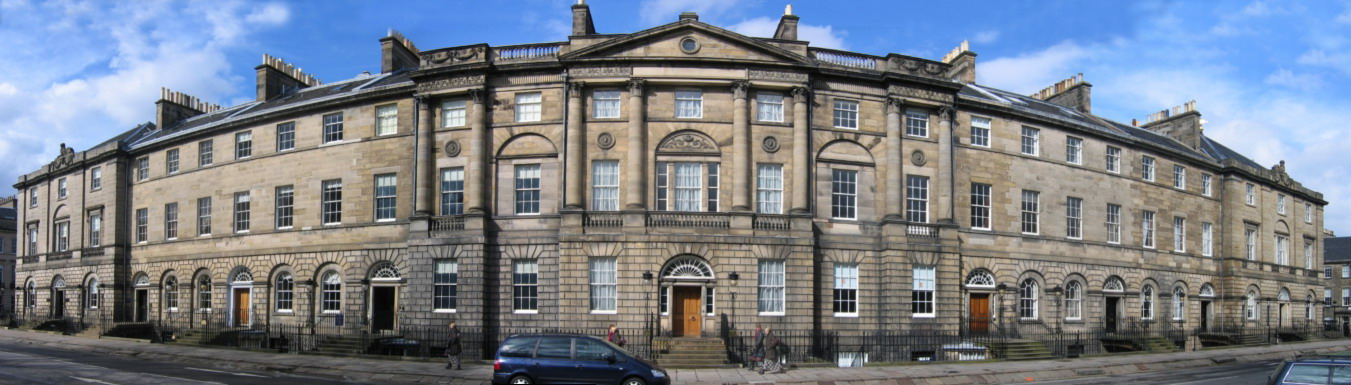
Bute House, residência oficial do Primeiro Ministro da Escócia, em Charlotte Square

### Governo local
Edimburgo constitui uma das 32 subdivisões da Escócia, e como tal tem um governo local, o qual esta composto por dois ramos governamentais: o legislativo e o executivo. O legislativo local é composta de 58 representantes eleitos, cada um representando um distrito da cidade, e o executivo é representado pelo Lord Provost, ou prefeito.

### Parlamento escocês
As eleições para o Parlamento Escocês se levam em conta o sistema de representação proporcional, e portanto Edimburgo tem seis representantes no Parlamento Escocês, representando as prefeituras eleitorais de Edimburgo Norte e Leith, Edimburgo Central, Edimburgo Leste e Musselburgo, Edimburgo Pentlands, Edimburgo Sul e Edimburgo Oeste. O Parlamento Escocês além de eleger um representante por cada prefeitura do país, também elege representantes de cada região do país, e como Edimburgo forma a maioria da região de Lothians, Edimburgo é representado por sete membros mais no Parlamento Escocês.

### Parlamento britânico
Na Casa dos Comuns, a cidade está representada por cinco prefeituras eleitorais britânicas de Edimburgo Sul, Edimburgo Oeste, Edimburgo Sudoeste, Edimburgo Norte e Leith, e Edimburgo Leste, com membros eleitos sob o sistema de representação directa. A prefeitura de Edimburgo Central deixou de existir pela reestruturação eleitoral em 2005 e se dividiu entre as outras prefeituras com excepção de Edimburgo Sul, e de Edimburgo Pentlands que se aderiu em grande parte ao Edimburgo Sudoeste.

## Cidades-irmãs
Nove outras cidades no mundo são declaradas cidades irmãs com Edimburgo:
- Aalborg, Dinamarca
- Dunedin, Nova Zelândia
- Florença, Itália
- Munique, Alemanha
- Nice, França
- Quieve, Ucrânia
- San Diego, Estados Unidos
- Vancouver, Canadá
- Xian, China

Dois outras localidades possuem acordo de amizade com Edimburgo:
- Cracóvia, Polónia
- Prefeitura de Quioto, Japão

## Transportes

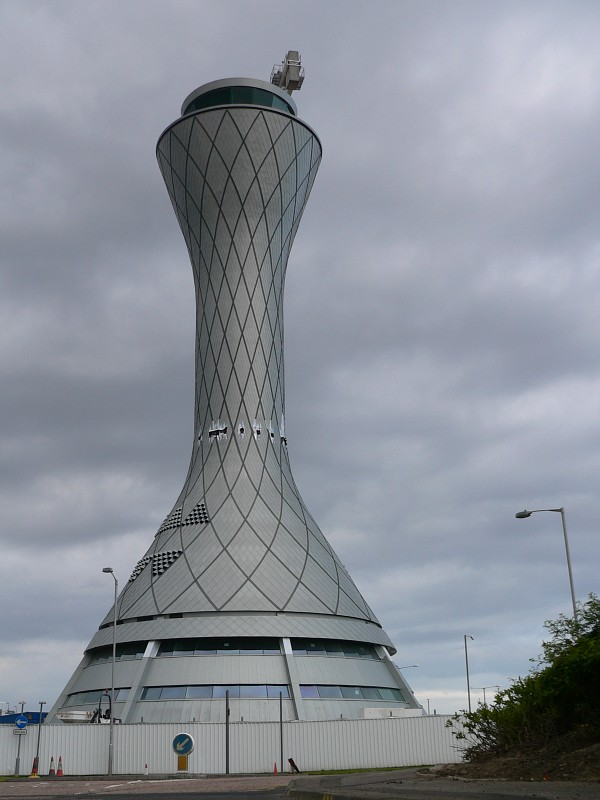
O Aeroporto de Edimburgo

O Aeroporto de Edimburgo se localiza a cerca de 9 km a oeste da cidade. É o principal portão de entrada internacional da cidade. Para viagens entre cidades do Reino Unido, existem as linhas ferroviária e rodoviária. Para a linha ferroviária, há a estação de Waverley, a principal de Edimburgo, localizada próxima a Princes Street. O principal acesso, por via rodoviária, à cidade é a A720 ou a Edinburgh City Bypass. Edimburgo possui ainda um porto, chamado de Leith. Na verdade, Leith é sempre considerada como uma entidade separada de Edimburgo, mas foi anexada à cidade em 1920.
Para circular na cidade, Edimburgo possui uma linha de ônibus, cuja principal companhia é a Lothian Buses. Em 2006, foi aprovado um projecto que levará à inauguração de bondes eléctricos na cidade em 2011.

## Educação

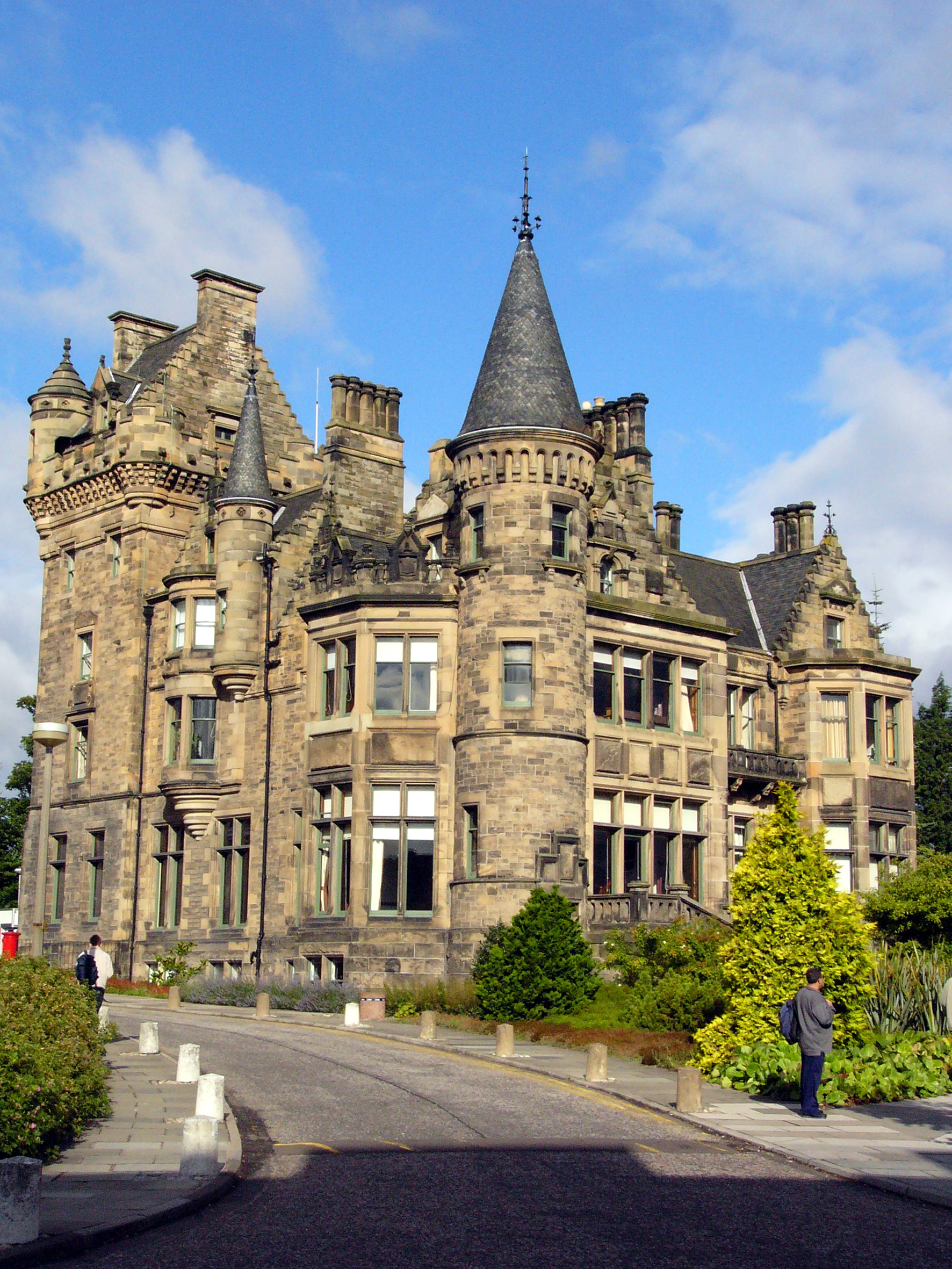
Universidade de Edimburgo

A Universidade de Edimburgo foi fundada em 1583 e é a quarta universidade mais antiga da Escócia e a sexta do Reino Unido. Juntamente com a Universidade de Glasgow, são as representantes escocesas no Grupo Russell,  que recebe dois terços dos recursos destinados à pesquisa no Reino Unido. The Royal College of Surgeons of Edinburgh (Escola Real de Cirurgiões) e a Royal College of Physicians of Edinburgh (Escola Real de Médicos) foram fundadas em 1506 e 1681 respectivamente. The Trustees Drawing Academy of Edinburgh fundada em 1760 posteriormente foi renomeada como Edinburgh College of Art (Escola de Arte de Edimburgo ou ECA) em 1907. Na década de 1960 surgiu a Napier College, renomeada Napier Polytechnic em 1986 e posteriormente Napier University. Queen Margaret University fundada em 1875 era uma escola para mulheres e hoje especializada em cursos ligados a área de saúde, teatro, e negócios. Telford College abriu em 1968 e o Stevenson College em 1970.

## Cultura

### Festivais
A cidade é mundialmente famosa pelo Festival de Edimburgo. Deste festival fazem parte o Festival Internacional de Edimburgo com teatro, música, dança e ópera que acontece no mês de Agosto desde 1947 e possui um programa de alto nível apresentando directores e maestros internacionais com companhias de dança e teatro, apresentações de música clássica e várias orquestras. Outros festivais que fazem parte do conhecido como Festival de Edimburgo são: o Fringe (desde 1947), o Festival Cinematográfico Internacional de Edimburgo (desde 1947), o Festival de Jazz e Blues de Edimburgo (desde 1979), o Festival Internacional do Livro de Edimburgo (desde 1983) e o Festival da gente de Edimburgo (desde 2002). Há ainda o Festival Tattoo Militar de Edimburgo que acontece no Castelo de Edimburgo com gaita-de-fole e fogos de artifício.  A cidade ainda possui o Festival Internacional da Ciência que acontece no mês de Abril e é um dos mais populares festivais de ciência do mundo.
Além disso, a partir da metade do mês de novembro, todos os anos, a cidade se veste de natal. São muitas as atrações que fazem o inverno na Escócia ficar ainda mais gostoso. Entre essas atrações está a famosa Feira de Natal de Edimburgo (Christmas Market) , que é montada na Princess Street.

### Museus

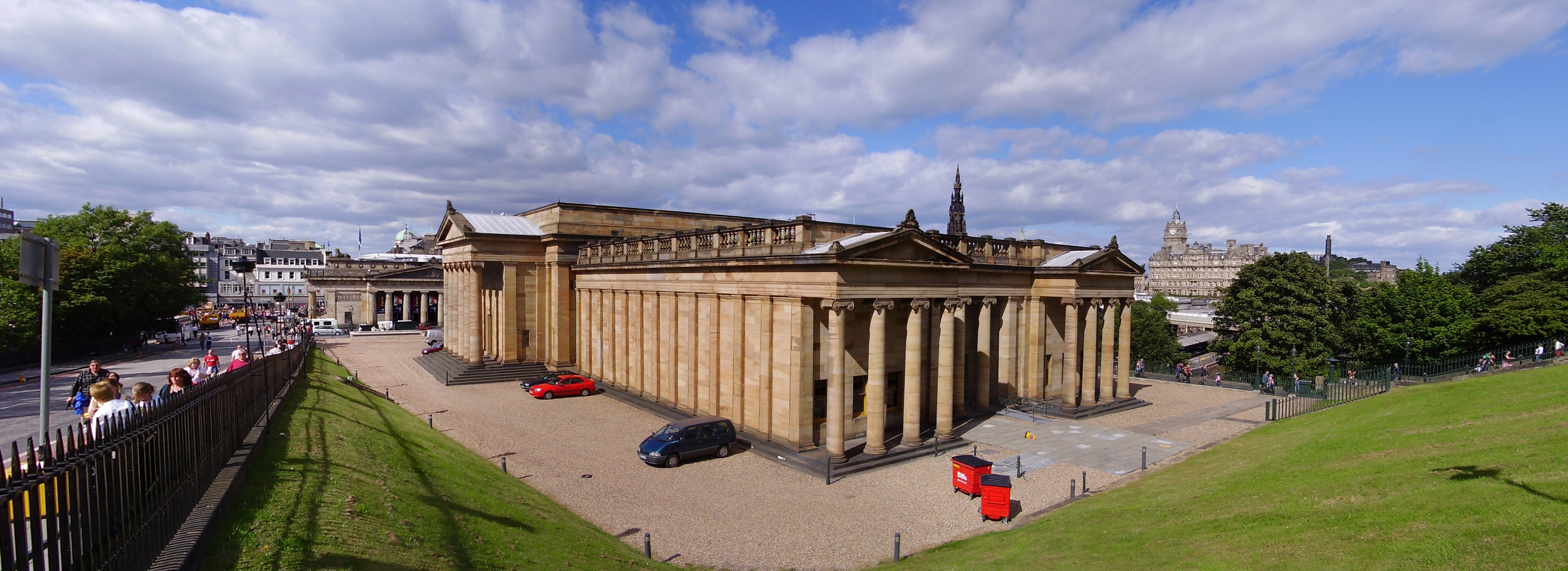
A Galeria Nacional da Escócia

A cidade possui museus de grande importância: a National Gallery da Escócia (com obras de Gauguin, Cézanne, Monet, Velazquez, etc), o Museu Real da Escócia (especializado em geologia, arqueologia, história natural, ciências, etc.), o Museu da Escócia (especializado em história, ao povo e a cultura), o Museu da Guerra de Edimburgo (localizado no Castelo de Edimburgo), o Museu da Infância ou Museum of Childhood.

### Literatura
Muitos escritores de renome nasceram ou viveram em Edimburgo como por exemplo James Boswell, Robert Louis Stevenson, Conan Doyle e  Walter Scott, J. K. Rowling. Recentemente a cidade tem sido retratada nos livros de Ian Rankin. Edimburgo foi declarada a primeira Cidade de Literatura pela UNESCO.
O filósofo David Hume, que viveu ali descreveu New Town numa carta a um amigo como "excedendo tudo o que existe em qualquer parte do mundo". Assim como Hume, Adam Smith, economista também viveu em Edimburgo.

### Celebrações
Hogmanay a comemoração do ano novo segundo a tradição escocesa (seguindo o calendário gregoriano) que começa no dia 31 de Dezembro e termina do dia 2 de Janeiro. O Ne'erday acontece no dia 3 de Janeiro. O Hogmanay é comemorado na Princes Street e na Royal Mile, organizado desde 1993, em 1999 recebeu 300.000 pessoas. O Festival de Fogo de Beltane acontece no dia 30 de Abril tem seu lugar na "acrópole" de Edimburgo em Calton Hill.

### Esportes

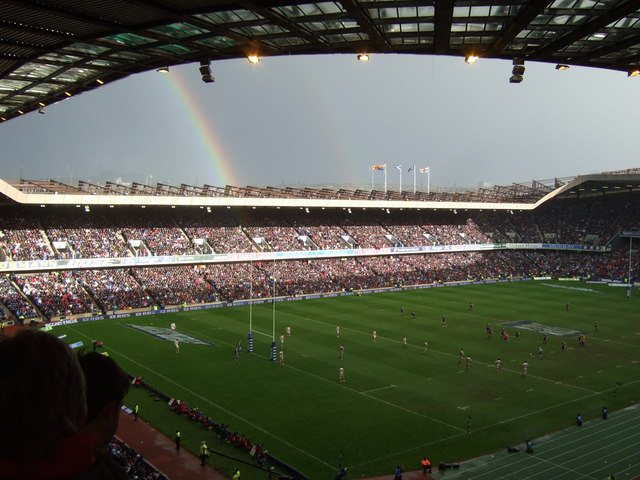
O Murrayfield Stadium é o maior estádio da cidade

Os principais esportes de Edimburgo são o futebol e o rugby, a cidade tem um time de rugby o Edinburgh Rugby e dois times de futebol principais, o Heart of Midlothian e o Hibernian FC.

## Cultura Popular
O mapa fictício do jogo Forza Horizon 4 se passa no Reino Unido, e Edimburgo está representada nele, mesmo que não 100% fiel à cidade original, possui alguns pontos de interesse da cidade como o Castelo de Edimburgo, a Princes Street, Princes Street Gardens, Galeria Nacional da Escócia, a estação de trem, Monumento de Scott, Omni Centre, Academia Real Escocesa e a Royal Mile.